# Sino-ryska vänskapsfördraget 2001
Sino-ryska vänskapsfördraget 2001 är ett strategiskt fördrag som skrevs på av Jiang Zemin och Vladimir Putin den 16 juli 2001.

## Översikt
Fördraget skall ligga till grund för fredliga förbindelser, ekonomiskt samarbete, samt diplomatisk och geopolitisk tillit. Kontroversiella artikel 9 i fördraget kan ses som en underförstådd försvarspakt och andra artiklar (A7 och A16) pekar på utökat militärt samarbete, inklusive utbyte av "militärt know-how" (A16), nämligen kinesisk tillgång till rysk militär teknik.
Fördraget omfattar även ett ömsesidigt, samarbetsinriktat tillvägagångssätt för miljötekniska regleringar och energieffektivisering, samt samarbete inom internationell ekonomi och handel. Dokumentet bekräftar också Rysslands erkännande av Taiwan som "en oskiljaktig del av Kina" (A5), och understryker åtagandet att säkerställa "nationell enhet och territoriell integritet" i båda länderna (A4).